# Тлеусай
Тлеуса́й (каз. Тілеусай) — село у складі Уаліхановського району Північноказахстанської області Казахстану. Входить до складу Амангельдинського сільського округу, раніше було центром ліквідованої Озерної сільської ради.
Населення — 200 осіб (2021; 381 у 2009, 649 у 1999, 1483 у 1989).
Національний склад станом на 1989 рік:
- казахи — 57 %
- росіяни — 21 %.

До 2006 року село називалося Озерне.